# Альбін Савацкі
Альбін Савацкі (нім. Albin Sawatzki; 6 жовтня 1909, Данциг — 1 травня 1945, Варбург) — німецький інженер, директор підземного заводу Міттельверк, де виготовляли ракети Фау-2. Кавалер Лицарського хреста Хреста Воєнних заслуг з мечами і без мечів.

## Життєпис
Член НСДАП з травня 1933 року. Спочатку керував відділенням фірми Henschel & Sohn у Касселі, відповідав за виробництво танків Panzer VI Tiger.
В липні 1943 року Савацкі призначений членом Спеціального комітету А4 на чолі з Альбертом Шпеєром, який займався питаннями випробувань і виробництва ракет А4 (інша назва Фау-2). Офіс Савацкі знаходився у військово-дослідницькому інституті Пенемюнде,  з початку вересня 1943 року — в Нордгаузені.
З лютого 1944 року — директор відділу планування заводу Міттельверк, в тому ж році призначений технічним директором Henschel & Sohn. робочий комітет Савацкі розпочав будівництво підземних заводів і серійне виробництво ракет. В Міттельверк у важких умовах працювали в'язні концтабору Дора-Міттельбау: вони прокладали підземні тунелі і збирали ракети.
З березня 1945 року — директор заводу. 11 квітня 1945 року Савацкі здав неужкоджений завод американським солдатам. 13 квітня був жорстоко побитий колишніми в'язнями Дора-Міттельбау. 1 травня загинув у Варбурзі при нез'ясованих обставинах.

## Нагороди[1]
- Хрест Воєнних заслуг 2-го і 1-го класу
- Хрест Воєнних заслуг 2-го і 1-го класу з мечами
- Лицарський хрест Хреста Воєнних заслуг
  - Без мечів (5 червня 1943)
  - З мечами (20 квітня 1945)

В 1944 році «за заслуги перед німецьким озброєнням» Савацкі отримав від Адольфа Гітлера премію в розмірі 30 000 реайхсмарок.